# Einar Olofsson
Bror Einar Olofsson, född 20 mars 1886 i Helsingfors, död där 8 juni 1955, var en finländsk båtkonstruktör och rorsman. 
Olofsson studerade 1904 skeppsbyggnad vid industriskolan i Åbo, verkade som ritare vid Maskin och Bro i Helsingfors och tillverkade modeller av internationella 10mR-jakter samt tanktestade dem och öppnade 1911 egen konstruktionsbyrå och yachtagentur. Han gjorde efter första världskriget sitt genombrott i skärgårdskryssarklassen; som konstruktör och rorsman segrade han med "Fay IV" 1919 och "Inge II" 1921 i dusterna om dåtidens främsta nationella "småbåts"-trofé, Helsingfors Segelsällskaps 22 kvm-pokal. Sedan den internationella regeln hade slagit igenom på 1920-talet, ritade han några åttor och ett större antal sexor, av vilka "Anja" vann Sportklubbens pokal 1926 och Henrik Ramsays "Arneta" erövrade den 1936. Olofsson konstruerade och förde Gustaf B. Thordéns sexa Elinore vid tävlan om Guldpokalen i Sandhamn 1934 och var nära finalplats. På 1950-talet ritade Olofsson motorbåtar och övervakade andras båtbyggnadsprojekt.
Totalt konstruerade Olofsson minst 89 namngivna båtar. Han var en lågmäld person, som lät båtarnas linjer och resultat tala för sig själva. Som seglare hade han god hand med väder och vind, men undvek skarp taktik och protester. Han var en praktiskt lagd man, som med egna händer byggde kanoter och sydde segel. Hans bestående arv är ett antal durabla, klassiska segelbåtar, såsom sexorna "Antinea" och "Elinore", som har restaurerats och idag aktivt seglas av de nuvarande ägarna. 